# Chuang Chih-yuan
Dans ce nom chinois, le nom de famille, Chuang, précède le nom personnel Chih-yuan.
Chuang Chih-yuan (chinois simplifié : 庄智渊 ; chinois traditionnel : 莊智淵 ; pinyin : Zhuāng Zhìyuān) est un joueur de tennis de table de Taïwan né le 2 avril 1981 . Il atteint son meilleur classement en décembre 2003 en se hissant à la 3e place mondiale. En mai 2013, il devient champion du monde en double messieurs avec Chen Chien-an lors des Championnats du monde de tennis de table 2013 à Paris en battant en finale la paire chinoise Hao Shuai / Ma Lin.

## Carrière
Il débute en Bundesliga (équivalent du Championnat de France Pro A de tennis de table) à l'âge de 15 ans à peine. Ce petit gabarit est un modèle d'aisance technique, d'équilibre et d'anticipation. Il reste un exemple pour les puristes. Accédant au mieux à la quatrième place mondiale, il est l'un des joueurs majeurs du circuit ITTF.
Lors des Jeux olympiques d'été de 2004 à Athènes, il se hisse en quarts de finale en simple et en huitièmes en double. Lors des championnats du monde de Paris-Bercy en 2003, il s'incline au stade des huitièmes. Avec sa sélection nationale, il est plusieurs fois parvenu en finale des championnats d'Asie par équipes (Bangkok 2003 Doha 2000). De 1998 à 2009, il n'a remporté qu'un seul titre à Stockholm en 2002 mais ses nombreuses places d'honneur lors des différentes étapes du Pro Tour font de lui un des meilleurs joueurs mondiaux du moment. En 2011, il remporte l'Open du Chili.
Après avoir défendu les couleurs du SV Plüderhausen, il a joué au TTF Liebherr Ochsenhausen en Allemagne.
Entre 2010 et 2012, il évolue en France au Levallois SC TT aux côtés d'Emmanuel Lebesson, Igor Rubstov et Simon Gauzy.
En 2012, à la suite du retrait de Levallois, il signe pour le club allemand du SV Werder Bremen avec lequel il remporte le championnat national. 
Le 19 mai 2013, Chuang Chih-Yuan décroche le titre de champion du monde double monsieur avec son compatriote Chen Chien-An.
En octobre 2013 il s'incline contre Vladimir Samsonov en quart de finale de la coupe du monde à Verviers en Belgique.
Il est également connu pour avoir disputé le 4 janvier 2014 le match le plus hilarant de l'histoire du tennis de table avec le Belge Jean-Michel Saive lors du Tai Ben Invitational organisé à Taïwan.